# 单性沿岸猛水蚤
单性沿岸猛水蚤（学名：Epactophanes richardi）为异足猛水蚤科沿岸猛水蚤属的动物。分布于朝鲜、越南、印度尼西亚、尼泊尔、新西兰、俄罗斯、瑞典、英国、法国、瑞士、奥地利、捷克斯洛伐克、罗马尼亚、南斯拉夫、德国、意大利、波以及中国大陆的广东、广西、四川等地，常栖息于江河的沿岸带。